# 鈴木RE-5
鈴木RE-5（日语：スズキ・RE-5）是日本鈴木汽車工業（鈴木公司前身）於1974年至1976年間開發製造的摩托車，也是日本機車車壇中唯一搭載汪克爾引擎的市售車款。

## 概要
汪克爾引擎（Wankel engine）屬於一種無活塞迴旋式四行程內燃機，1960年1月19日由德國工程師菲力斯·汪克爾（Felix Wankel）於德國工程師學會（德語：VDI, Verein Deutscher Ingenieure）的會議上向世人公開發表後受到矚目。不只是鈴木，連本田、山葉、川崎等首要機車製造廠在1970年代亦陸續投入開發試作。最著名的例子是山葉與洋馬柴油引擎（今洋馬發動機）共同開發、於1972年東京車展公開的「RZ201」試作車，配置了雙轉子汪克爾引擎。另外，川崎也曾試作出雙轉子汪克爾引擎的「X99」，可是受到1973年石油危機影響而中斷計劃。受限於引擎本體的散熱對策、當時的素材技術以及能源危機等因素，迫使這些廠商紛紛打退堂鼓，並未真正將試作車實用量產化。
惟有鈴木堅持將RE-5量產化上市，卻受到汪克爾引擎排氣量的換算影響，超過當時日本國內市售機車自主規制値的750c.c.，遂改以外銷為主。雖然汪克爾引擎具有運轉平順、震動與噪音小等優勢，適合長途駕遊，但是油耗表現卻是其致命傷。受到1973年石油危機影響，外銷成績不甚亮眼，2年之間僅售出約6千輛之譜。此外1985年元月出版的美國《機車世界》（Cycle World）批評RE-5昂貴、過於複雜、動力不足、造型醜惡，該雜誌認為RE-5是十大最差機車之一。

## 發展歷史
1967年5月東洋工業（馬自達前身）推出馬自達Cosmo，1970年6月馬自達Familia Rotary Coupe開始外銷。眼見此一趨勢，鈴木汽車工業也開始積極與德國NSU車廠接觸。1970年11月24日雙方簽約，取得「摩托車用汽油引擎20-60ps」使用範圍之授權許可。鈴木派出課長神谷重安、白鷺貞夫、櫛谷清、系長中村英夫等工程師遠赴西德，學習KKM 503型（單轉子）、KKM 612型（雙轉子）等技術。著手研究2年半後，鈴木試作的第一具汪克爾引擎歷經10小時耐久測試後，在轉子室缸壁出現由頂點菱封所造成的波狀磨痕，遂朝著改善菱封材質的方向進行。

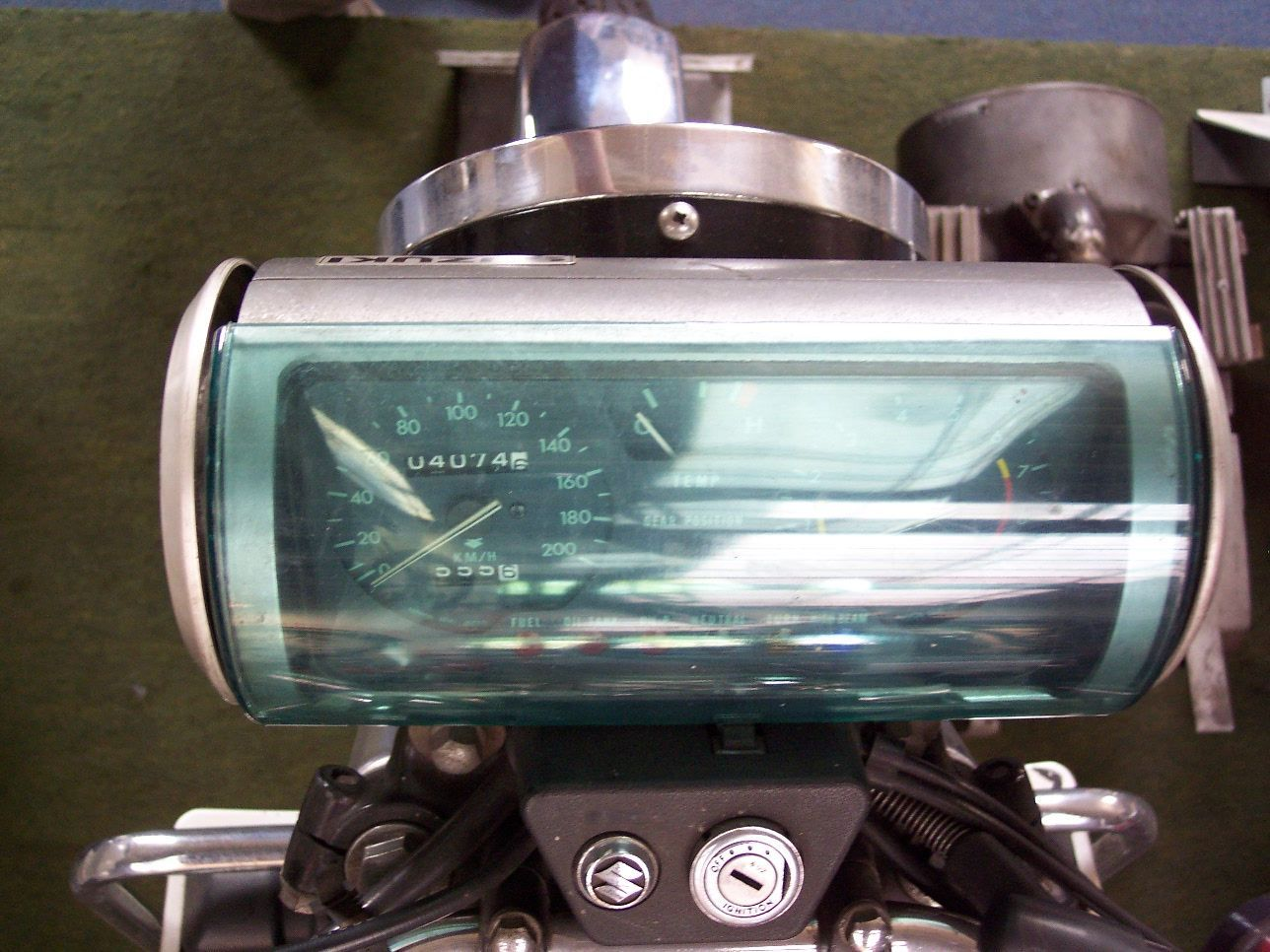
圓柱形儀表特寫

1972年山葉發動機在東京車展公開搭載汪克爾引擎的「RZ201」試作車，激發鈴木持續開發的決心。為了輕量化，側轉子室等處採用鋁合金。轉子採用油冷、轉子室採用水冷，而且排氣系統採增壓式進氣（ram-air intake）之雙重排氣管，才有效解決引擎散熱問題。1973年東京車展前夕終於完成量產試作車，並於谷田部試驗場測試，當年東京車展正式公開RE-5。車體外型委託義大利設計師喬吉·喬治亞羅（Giorgetto Giugiaro）親手設計，最大的特徵在車燈上方圓柱形的儀表。除了速度和轉速之外，檔位指示、水溫、各種燈號指示等皆以LED顯示。此外，此圓柱形儀表附有一個半透明塑料蓋，須插入鑰匙才會自動打開塑料蓋。可惜的是1975年小改款時取消這種特殊設計，改成一般雙圓盤式儀表。
不過礙於日本國內對排氣量的計算方法，原廠決定放棄內銷、改做外銷。於是鈴木邀請太空人艾德加·米切爾擔任代言人，給予許多摩托車相關媒體為期一週的試騎活動，並提出12個月或12,000英哩內更換引擎的保固措施。1975年小改款時除了改成雙圓盤式儀表，其它如方向燈、尾燈和前大燈外殼也改變造型。

### 技術

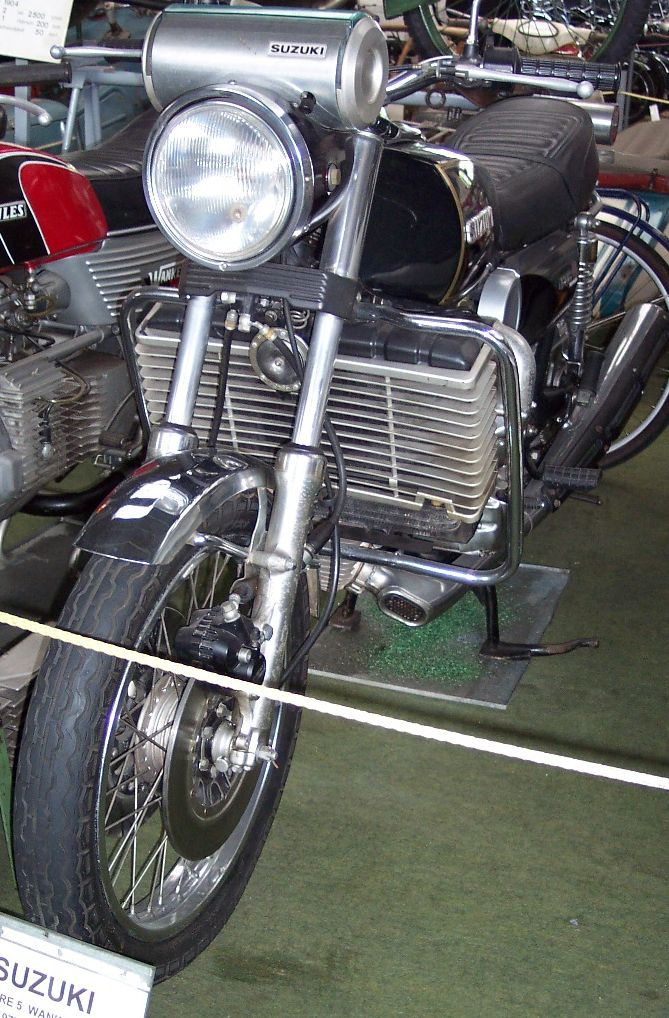
冷卻器特寫

對於這具497c.c. X 1單轉子汪克爾引擎，原廠採用轉子室水冷、轉子內部油冷的方法。為了進氣時從低速域至高速域能夠運轉平順，採用二埠的多孔式外環氣埠（peripheral port）設計。此二埠的蝶閥（butterfly valve）被隔開，低速域時只在小口徑的主埠口作動，高速域時才轉往大口徑的次埠口工作。solex型雙喉化油器由三國工業製造，距離主埠口18mm、距離次埠口32mm。為了有效散熱，進氣歧管之冷卻風入口採二重構造，巨大的冷卻器和電動冷卻風扇非常明顯。鋁合金製輪圈為輻條式，煞車制動系統則流用鈴木GT750的零件，前輪是雙碟片是碟煞、後輪是鼓煞。

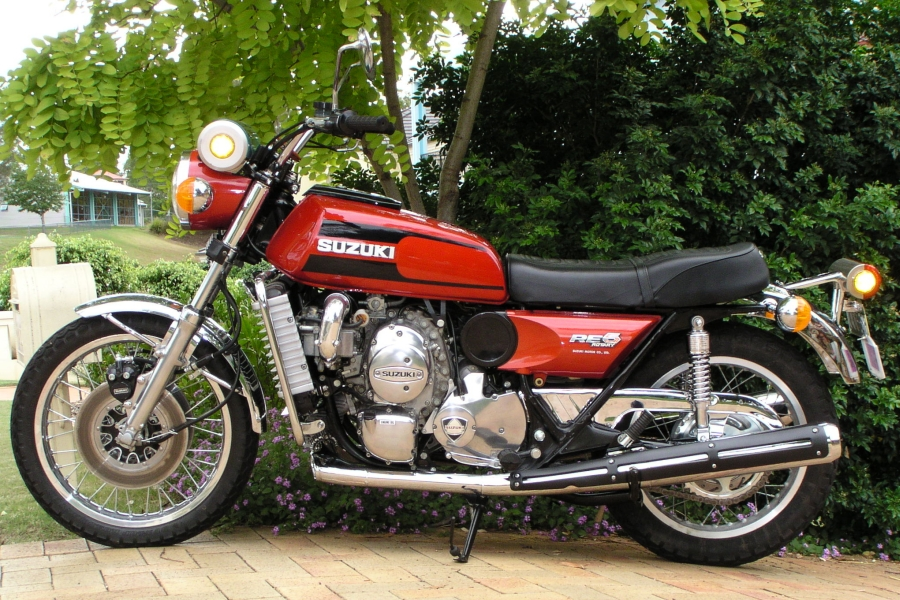
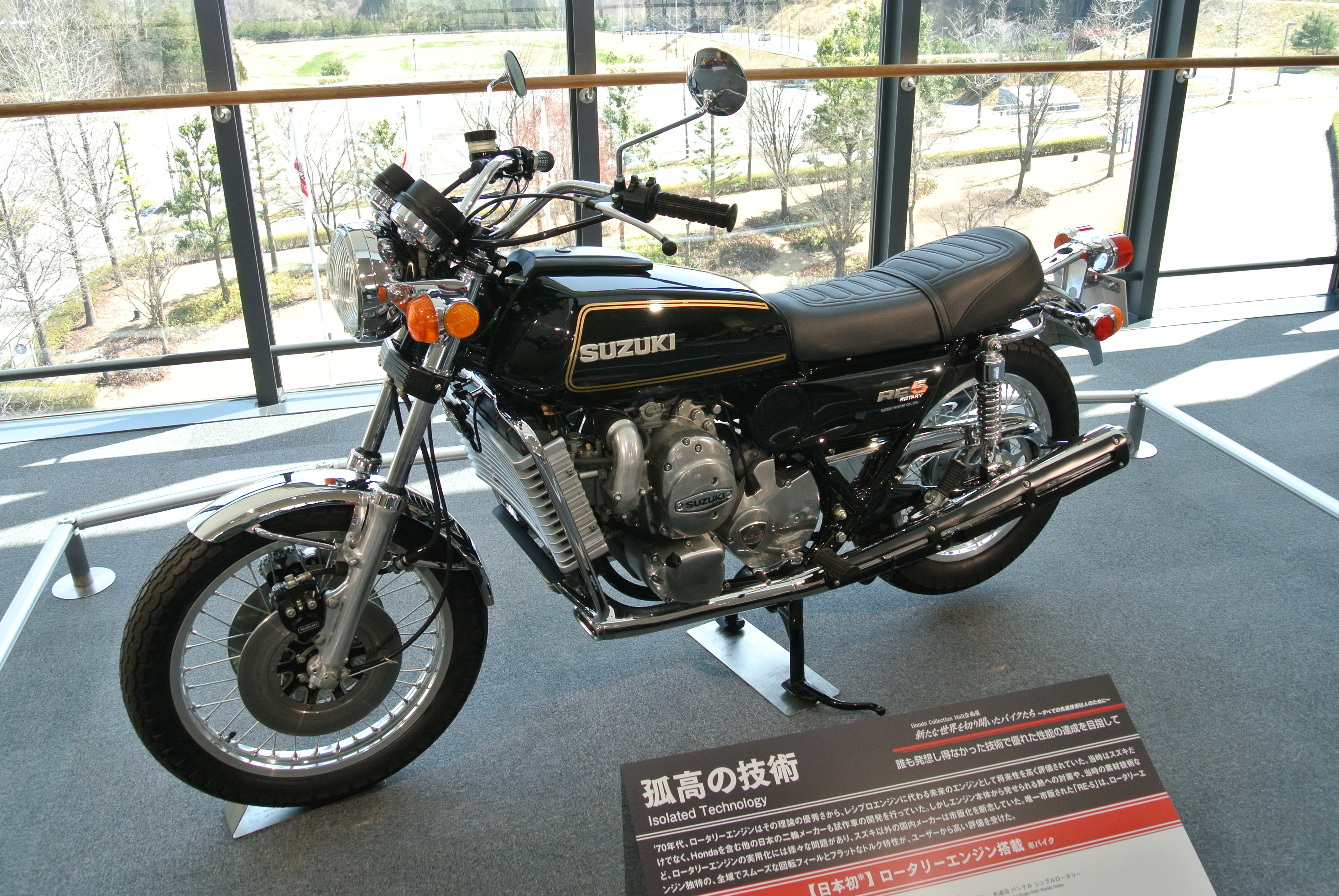
後期型改回雙圓盤式儀表
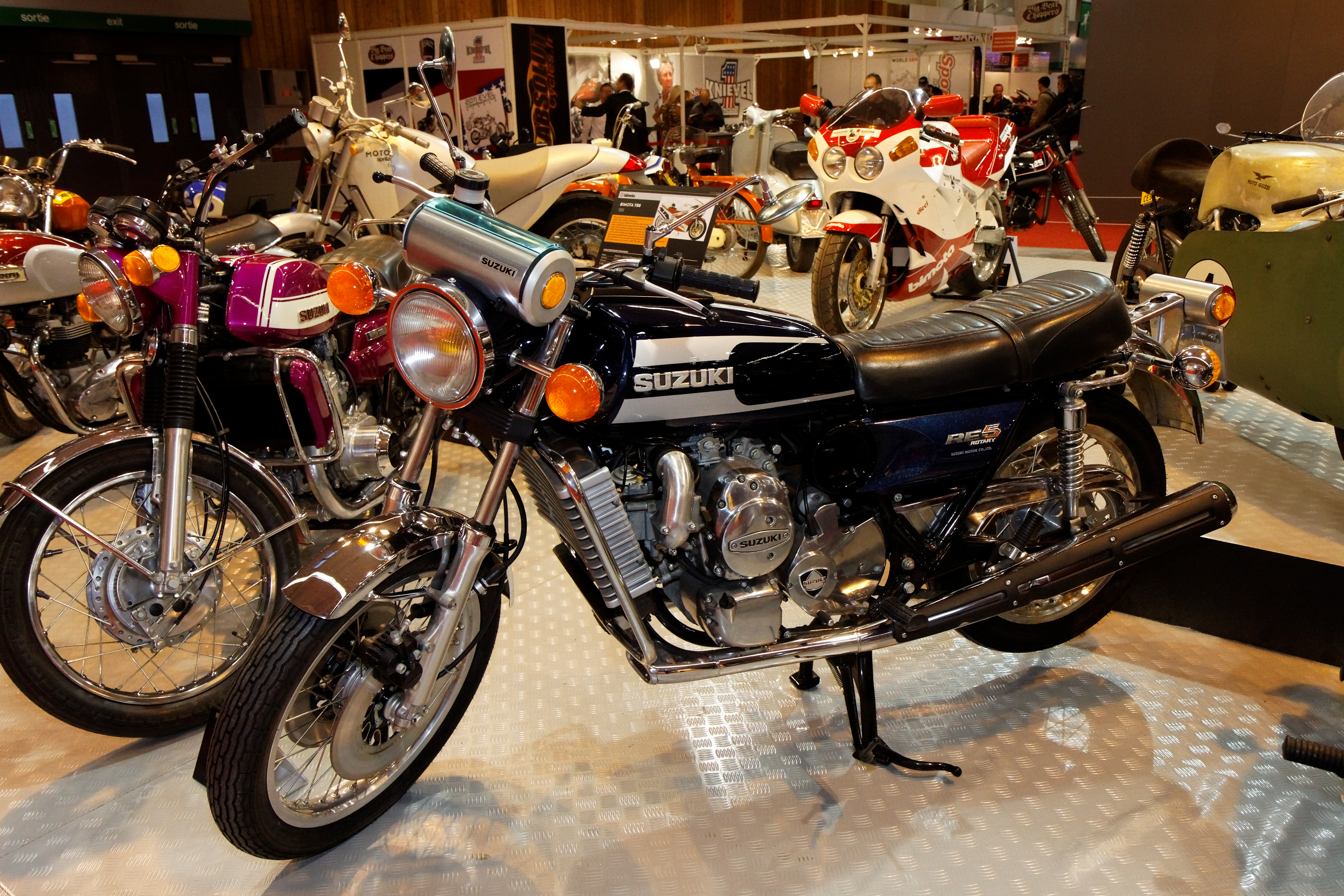
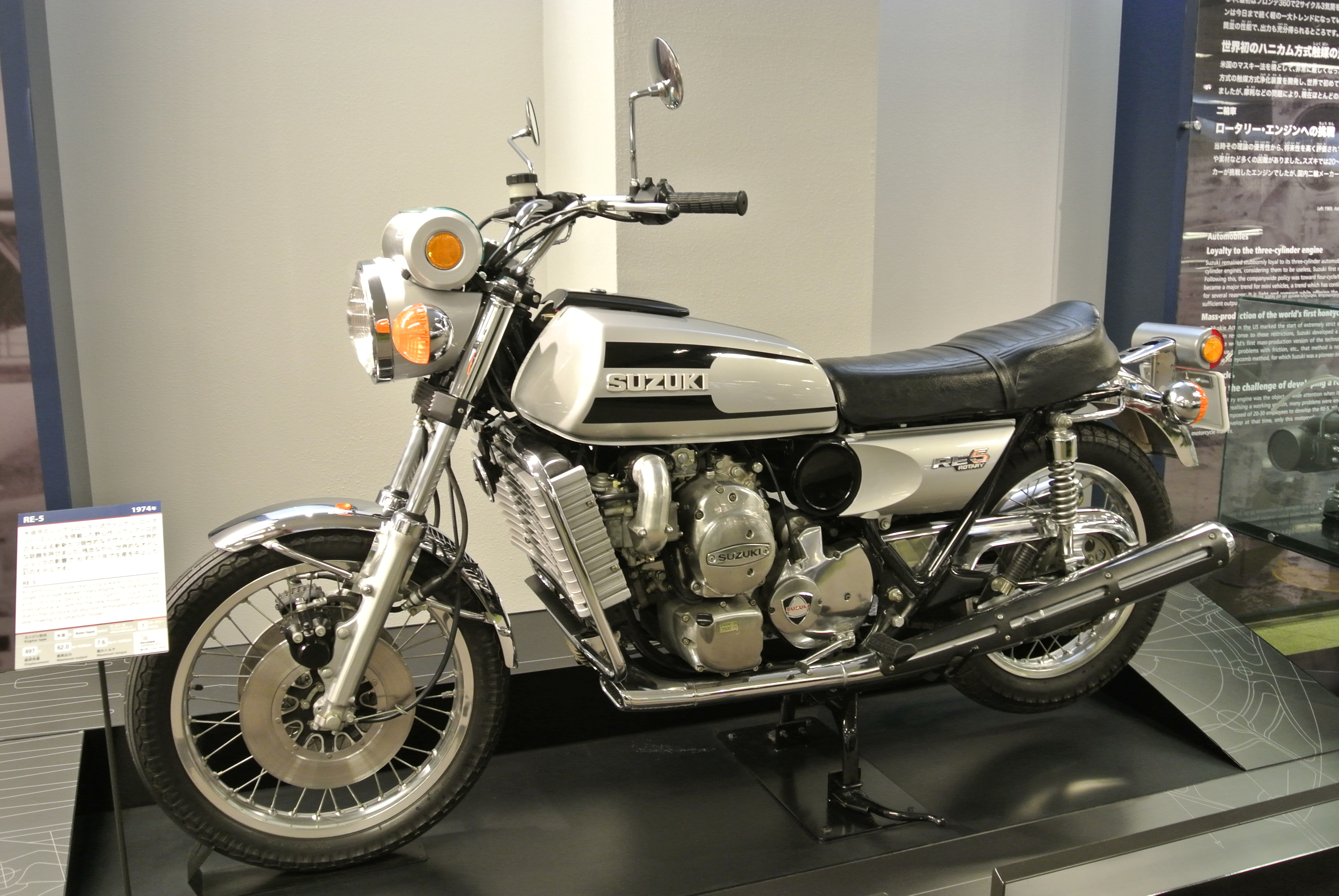

## 內部連結
- 汪克爾引擎
- 鈴木公司

## 外部連結
- （日語）日本の自動車技術240選 - スズキRE-5
- （英文）The Vintagent: A SHORT HISTORY OF WANKEL MOTORCYCLES （页面存档备份，存于）